# Додзинси

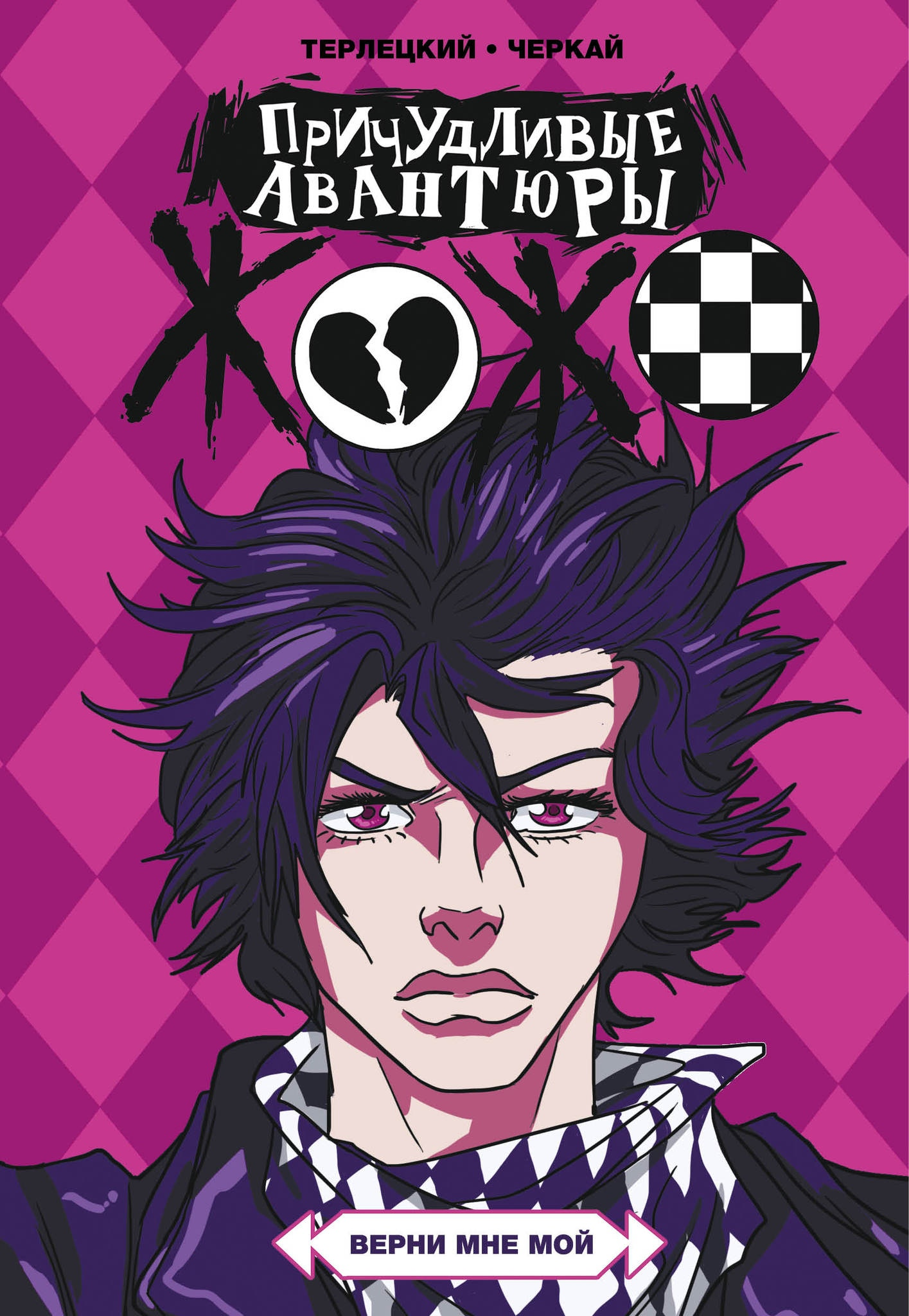
Обложка комикса «Причудливые авантюры Жожо», позиционируемого авторами как додзинси

Додзинси (яп. 同人誌 до:дзинси) — японский термин для обозначения независимых литературных журналов, самостоятельно издаваемых их авторами. Сокращение от додзиндзасси (яп. 同人雑誌 до:дзин дзасси). Сам термин додзинси происходит от слов до:дзин (同人, «единомышленники») и си (яп. 誌, «журнал»). Изначально использовался по отношению к литературе дзюнбунгаку. В последние десятилетия распространился на мангу и другие проявления японской массовой молодёжной культуры. Создателей додзинси называют «додзинсика» (яп. 同人誌家 до:дзинсика). В Японии додзинси достаточно распространены. Это связано с тем, что японские законы об авторском праве позволяют создавать произведения на основе уже опубликованной работы.

## Художественная литература
Первопроходцем среди додзинси принято считать общественный журнал «Утренний колокол» (яп. 明六雑誌), выпускавшийся в начале периода Мэйдзи (с 1874 года). Собственно литературным журналом не являясь, он сыграл тем не менее важную роль в распространении самой модели додзинси. Первым додзинси, начавшим публиковать художественные произведения, стала «Библиотечка всякой всячины» (яп. 我楽多文庫), позднее просто «Библиотечка»), созданная в 1885 году писателями Одзаки Коё и Ямада Биё. Существенное влияние на ход развития японской литературы XX века оказал додзинси «Белая берёза» (яп.  1910—1923), у истоков которого стояли Санэацу Мусянокодзи, Наоя Сига, Такэо Арисима и другие видные писатели. Свой расцвет литературные додзинси пережили в начале периода Сёва, став фактически трибунами для всей творчески ориентированной молодёжи того времени. Додзинси, создаваемые и распространяемые, как правило, в тесном кругу близких друг другу авторов, способствовали зарождению и развитию основополагающего для современной японской литературной традиции (псевдо)исповедального жанра сисёсэцу. В послевоенные годы додзинси как журналы, представлявшие те или иные литературные школы и открывавшие самобытных авторов, постепенно пришли в упадок, оказавшись вытесненными толстыми литературными журналами («Гундзо», «Бунгакукай» и др.). В числе немногих важных исключений додзинси «Литературная столица» (яп.  文芸首都), выпускавшийся с 1933 по 1969 год. Некоторые додзинси сохранили своё существование, примкнув к крупным литературным журналам и выпускаясь при их поддержке. По-прежнему активно выпускаются поэтические додзинси авторов хайку и танка, однако подавляющее большинство из них остаётся на периферии современной литературной жизни Японии.

## Манга

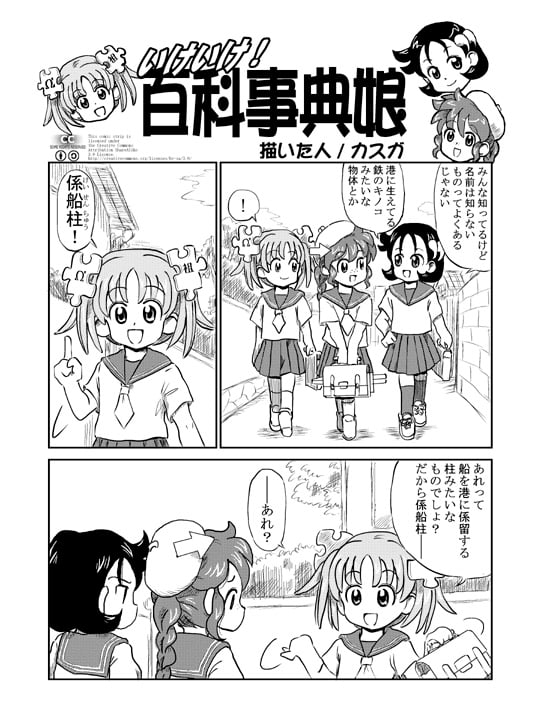
Страница додзинси-манги о Википе-тан

Додзинси как любительская манга чаще всего создаётся новичками молодого возраста, но бывает, что и профессиональные авторы издают отдельные работы за пределами своей профессиональной деятельности, иногда пародируя собственные произведения. Любительская манга обычно не посылается издательским компаниям для последующей публикации — её распространение осуществляется на собраниях авторов, по почте или на мероприятиях, посвящённых аниме и манге, например, на Комикете. Группы авторов додзинси в манге обычно называются английским термином circle (кружок). Часто такие кружки состоят всего из одного человека.
Кружки, конечно, могут делать не только комиксы-додзинси, в последнее время набирает обороты додзин-софт (яп.  同人ソフト) — компьютерные программы, почти всегда игры, также создаваемые любителями и издаваемые ими самостоятельно.

### Тематика
Жанровые направления и сюжеты любительских комиксов весьма разнообразны. Преобладают традиционная для манги научная фантастика, фэнтези, истории ужасов и детективы — но встречаются и повествования из жизни офисных работников, эпические саги о сопровождении в турне любимой рок-группы, дотошные автобиографические хроники воспитания детей и даже многостраничные жизнеописания любимых домашних животных.
Однако чаще всего авторы додзинси используют в своих произведениях уже существующих персонажей известных аниме-сериалов или видеоигр, рисуя на них фан-арт, зачастую порнографический. Авторами подобных додзинси движет желание расширить рамки оригинального произведения.
На этой почве возникло явление моэ, означающее сильную привязанность к конкретному типу персонажей — допустим, героиням в очках или с кроличьими ушками и хвостиками. Можно встретить художника-любителя, который специализируется, к примеру, на тематике нэкомими-моэ: все персонажи его додзинси будут щеголять кошачьими ушками, причём сами герои могут быть взяты откуда угодно, хоть из «Евангелиона», хоть из «Фауста» Гёте. Порой от оригинальной манги или аниме остаются разве что имена героев, а всё остальное — стиль, жанр, сюжет и способы его подачи — меняются до диаметрально противоположных.

### Массовость явления
Додзинси уже давно перестали быть чем-то незаметным. Если раньше они рисовались вручную, а копии делались через копирку, то с пришествием в начале девяностых годов в дом цифровой техники, появились электронные додзинси, частично или полностью нарисованные на компьютере с помощью графических программ и выходившие на гибких дисках и CD-ROM. Стало актуальным распространение контента через Интернет.
Существует немало магазинов, торгующих исключительно додзинси. Самая крупная из сетей «Toranoana» насчитывает 11 магазинов по всей Японии, из которых два находятся в Акихабаре; главный из них в августе 2005 расширился вдвое.
С конца семидесятых годов в Японии стала проводиться ярмарка додзинси Comiket. Ныне она проводится дважды в год: в августе и декабре, на территории Tokyo Big Sight, огромного современного выставочного центра на острове Одайба. «Комикет-69», прошедший в декабре 2005 года, в первый день посетило 160 000, а во второй — 190 000 человек. В ярмарке приняло участие 23 000 кружков, представлявших публике свои работы.
Став частью культуры, додзинси нашло отражение в аниме-сериалах. Например, «Клуб любителей современной японской культуры» в аниме Genshiken выпускал своё додзинсиси и несколько раз принимал участие в Comiket. Главная героиня Doujin Work также занимается рисованием додзинси.

### В России
В России комиксный самиздат только начинает набирать обороты. В 2005 году гости фестиваля «КомМиссия» смогли приобрести сборники додзинси, изданные художниками из Санкт-Петербурга и Новосибирска. В 2019 году издательство «терлецки комикс» выпустило комикс «Причудливые авантюры ЖоЖо», позиционируемый авторами на задней стороне обложки как додзинси по JoJo’s Bizarre Adventure. 